# Luperus xanthopoda
Luperus xanthopoda es una especie de insecto coleóptero de la familia Chrysomelidae. Fue descrita en 1781 por Schrank.